# Eurípides

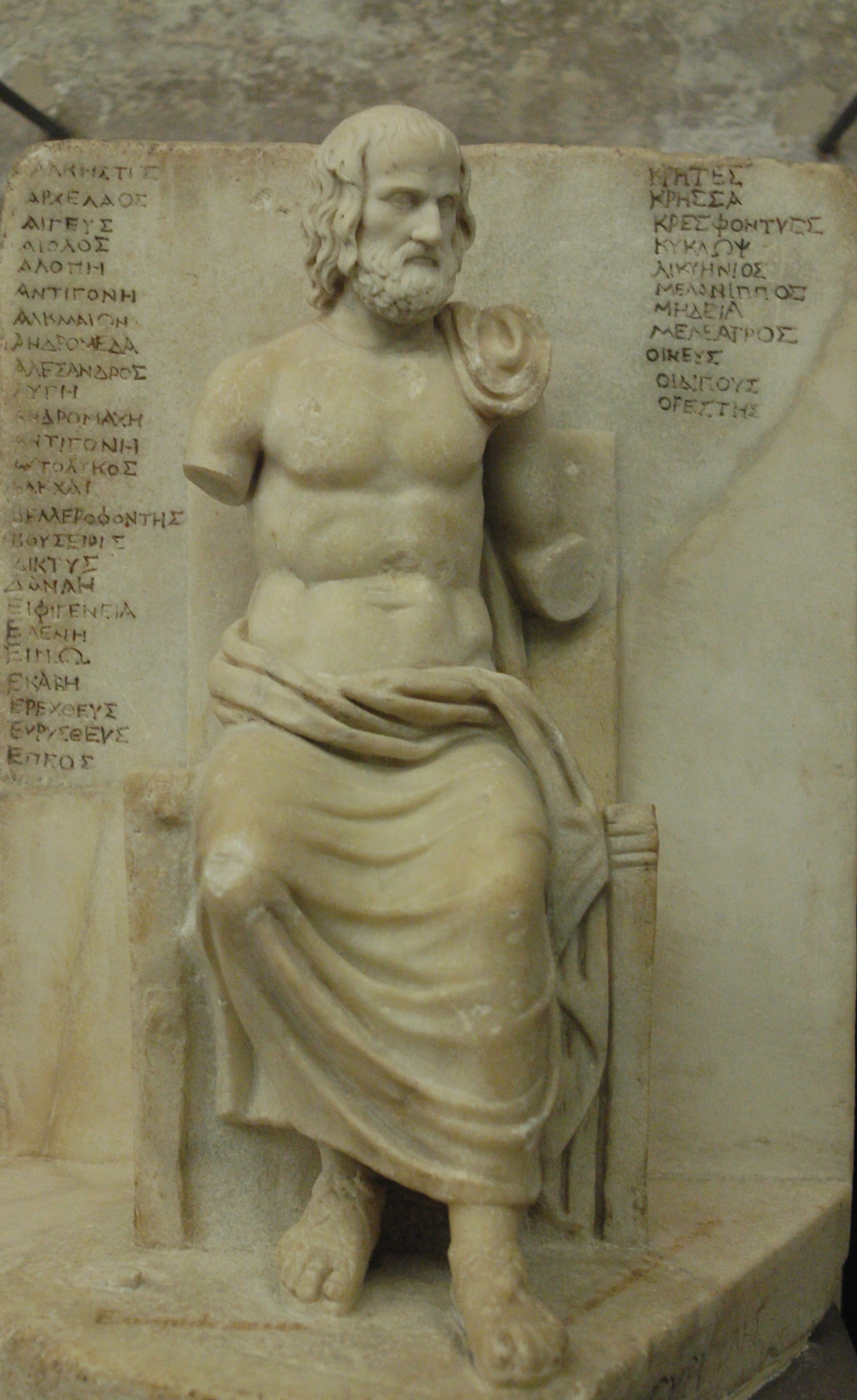
Eurípides amb els títols de les seves obres, al Museu del Louvre

|  | Per a altres significats, vegeu «Eurípides (desambiguació)». |

Eurípides (grec antic: Εὐριπίδης)  (Illa de Salamina, 485 aC ↔ 480 aC - Pel·la, 407 aC ↔ 405 aC) va ser un dels tres grans poetes tràgics grecs antics, juntament amb Èsquil i Sòfocles.

## Biografia
Era del demos atenenc de Flia i formava part de la tribu dels cecròpides o de la tribu dels oenis. Era fill de Mnesarc i Clito i va néixer l'any 485 aC, segons la data que indica la Crònica de Paros. Però la versió més probable és que va néixer l'any 481 aC a Salamina, on la família s'havia traslladat per la invasió persa. La tradició diu que va néixer el mateix dia de la batalla de Salamina, el 23 de setembre, cosa força improbable. El seu nom podria derivar del riu Euripos prop d'on va tenir lloc la Batalla d'Artemísion. Per l'edat de la seva mort (75 anys el 406 aC), la data més probable és el 481 aC.
No es coneix gairebé res de la seva infantesa. El que se sap de la seva vida és pel que en diuen la Suda, Aule Gel·li i el biògraf del  Sàtir. L'any 408 aC sortí d'Atenes cap a Macedònia, probablement per aversió a anar al Peloponès a causa de la inacabable guerra amb Esparta. De jove, es va entrenar per a l'atletisme, però el va abandonar per dedicar-se a la pintura, amb un cert èxit. Ateneu de Nàucratis diu que era un gran col·leccionista de llibres, i explica que va trobar uns antics manuscrits d'Heràclit ocults en un temple d'Atena, i que els va portar immediatament a Sòcrates, de qui era amic. Aristòfanes, en les seves duríssimes crítiques incloses a les comèdies, diu que Eurípides era fill d'un botiguer i d'una verdurera de no gaire bona reputació, i arriba a insinuar que era el seu esclau Cefisofont qui escrivia realment les seves tragèdies, cosa que els especialistes consideren un atac personal i una falsedat. Se sap que va ser deixeble de Pròdic de Queos, que li va ensenyar retòrica. També va estudiar física amb Anaxàgores de Clazòmenes. Es diu que la fama d'Eurípides l'havia predit un oracle, que va dir que portaria les «garlandes sagrades», i per això el seu pare el va fer preparar amb exercicis gimnàstics per presentar-se als Jocs Olímpics, on, amb 17 anys no hi va poder participar per un dubte en la seva edat. Es va casar dues vegades, una amb Quèril·le, i a causa de la infidelitat d'aquesta dona va escriure l'obra Hipòlit per satiritzar el sexe, i se'n va divorciar. Després es casà amb Melitto, però no li va anar millor. Era amic de Sòcrates, que segons la tradició, només anava al teatre quan es representaven obres d'Eurípides. L'any 408 aC, decepcionat per la situació política, i angoixat per les crítiques satíriques d'Aristòfanes i altres poetes, Eurípides va marxar a la cort d'Arquelau I, a Pel·la, la capital del regne de Macedònia, on va morir dos anys després, el 406 aC.
En les seves obres, els déus i els mites sovint hi apareixen parodiats o envoltats d'un clima negatiu. Una de les seves cites més conegudes és: «A qui els déus volen destruir, abans l'embogeixen», afirmació que va suscitar polèmica i crítiques. De fet, bon nombre de les dades biogràfiques que en tenim provenen de les dures crítiques emeses pel comediògraf Aristòfanes i per la influència que han tingut en la recopilació de dades biogràfiques posteriors. Aquestes n'assenyalaven la seva impietat respecte als déus, els mites, l'estat i les lleis.

## Obra
Es creu que va escriure 92 drames segons unes fonts, o 75 segons d'altres, però només se'n coneix l'existència de 19, que mostren que va ser un tràgic de mèrit incomparable. Veia el món com un lloc on l'oportunitat, l'ordre, la pau, la raó i la tolerància eren constantment frustrades per la irracionalitat i la violència.

### Temes
Com altres tràgics, les obres d'Eurípides tracten de llegendes i esdeveniments de la mitologia d'un temps llunyà, molt anterior al segle v aC d'Atenes. Però les obres que va fer eren aplicables al temps en què ho escrigué, sobretot a les crueltats de la guerra. En l'etapa madura de la seva vida, els temes de la seva producció s'anaren desvinculant cada cop més de la tradició preestablerta, amb variació i introducció de nous temes. El filòsof alemany Friedrich Nietzsche el considera l'artífex de la decadència de la tragèdia en la seva obra El naixement de la tragèdia. Se l'ha comparat amb Rousseau per la seva modernitat, massa allunyada del pensament dominant per al seu moment, amb un bon desenvolupament psicològic dels personatges, especialment dels femenins: la comparació de la Clitemnestra de l'Orestea d'Èsquil amb la seva més realista Medea ho deixa ben clar. Se l'ha criticat, en canvi, per fer servir amb massa freqüència el recurs fàcil del deus ex machina per resoldre les seves obres.
Durant els darrers 20 anys de la seva vida, Eurípides va escriure diverses obres anomenades tragicomèdies romàntiques dramàtiques. Era estrany que tinguessin finals feliços. Entre aquestes, estava Ió, Ifigenia a Tàuride, Ifigenia a Àulida i Helena. En aquestes, va transportar el seu univers interior al món tràgic real i va escriure completament de manera dramàtica.
La seva obra Les Bacants és d'especial interès per ser l'única tragèdia que parla de Dionís i dels misteris dionisíacs, cosa que la vincula amb els orígens dionisíacs de la tragèdia, amb els ditirambs en honor del déu. En aquesta obra, el tema de la impietat dels familiars mortals de Dionís és el detonant de la trama.
Tradicionalment, s'havia atribuït a Eurípides l'obra Resos (Ῥῆσος). Modernament, però, diversos estudiosos han atacat aquesta afirmació i en neguen l'autoria.

## Context
La tragèdia atenesa en temps d'Eurípides era un concurs públic entre dramaturgs, subvencionat per l'estat, i que premiava els guanyadors. Les peces, versificades, eren recitades o cantades, i el marc de la representació consistia en un espai circular o orquestra on el cor podia ballar, un espai per als actors, dels quals n'hi havia tres (per als papers parlants) en el moment de 'Eurípides, un escenari o σκηνή / skênê, i alguns efectes especials: un Ekkyklema i un mèchanè, utilitzats per implementar el procés del theós d'Apò mêkhanễs. Amb la presentació del tercer actor, innovació atribuïda a Sòfocles, la interpretació va començar a ser vista com un talent que s'havia de premiar amb un premi, i que requeria un llarg aprenentatge al cor. Eurípides i altres dramaturgs van compondre cada cop més parts líriques dirigides a actors consumats, i aquesta tendència es reforça en les seves obres posteriors: la tragèdia va ser un «gènere viu i en moviment».
Els poetes tràgics van presentar cadascun una tetralogia (teatre), que incloïa tres tragèdies i un drama satíric.

### Un gènere didàctic lligat a l'experiència democràtica
La tragèdia del 5è segle aC. era un lloc de trobada dirigit a «mantenir i desenvolupar els fonaments morals» de la societat i oferia als espectadors un «àmbit de debat institucionalitzat molt singular». El paper d'un dramaturg no era només entretenir sinó també educar els seus conciutadans; havia de ser el portador d'un missatge.

### Actualització de mites
Els temes eren extrets de la mitologia tradicional, però l'autor havia de ser innovador per mantenir l'interès del públic; aquestes innovacions van portar a una redefinició de les figures heroiques, i a l'ús del passat mític per abordar els problemes actuals. La diferència entre Eurípides i els seus predecessors és significativa: els seus personatges parlen del present més directament i d'una manera més polèmica que Èsquil i Sòfocles, de vegades fins al punt de posar en dubte l'ordre democràtic. Així, per exemple, Odisseu és descrit a Hècuba com un individu «amb una ment àgil, un discurs agradable i que agrada a la gent», una mena de demagog que es trobava sovint a Atenes durant la Guerra del Peloponès. Com a portaveus dels temes contemporanis, «tots semblen haver fet almenys un curs bàsic de declamació pública».
Els diàlegs sovint contrasten tan marcadament amb el rerefons mitològic i heroic que sembla que hi ha un objectiu paròdic per part d'Eurípides. Per exemple, a Les troianes, on la pregària racional de l'heroïna provoca el comentari de Menelau:
Hècuba: Oh tu que fas moure la terra i que hi habites, siguis qui siguis finalment, impenetrable al pensament, Zeus! Necessitat de la naturalesa o esperit dels mortals, us ho imploro! perquè de maneres ocultes conduïu totes les coses mortals amb equitat!
Menelau: Què és això? Quines oracions inusuals als déus!

### Aspecte retòric
Els ciutadans atenesos, que freqüentaven l'Assemblea i els tribunals de justícia, estaven familiaritzats amb la retòrica, i alguns investigadors creuen que Eurípides s'interessava més pels seus personatges pel seu paper d'interlocutors portats a debatre qüestions de fons més que per la seva plausibilitat psicològica. Són conscients de parlar d'una manera manllevada, i la seva elocució sembla maldestra, incòmode, com si Eurípides estigués explorant la naturalesa problemàtica del llenguatge i la comunicació. Així, en l'exemple anterior, Hècuba es presenta com una intel·lectual sofisticada amb una concepció racional del cosmos i, tanmateix, el seu discurs està mal adaptat al seu públic, perquè Menelau és un oient inculte. A més, aviat el brutal assassinat del seu net per part dels grecs vencedors demostra que la seva pregària tampoc era adequada per al cosmos. A Hipòlit, els diàlegs són verbosos i maldestres com si volgués emfatitzar les limitacions del llenguatge.

## Obres

### Tragèdies
Se'l recorda per les tragèdies que va escriure (entre parèntesis, títols originals grecs i l'any de composició):
- Alcestis (Ἄλκηστις, 438 aC)
- Medea (Μήδεια, 431 aC)
- Els heràclides (Ἡρακλεῖδαι, 430 aC)
- Hipòlit, (Ἱππόλυτος στεφανοφόρος, 428 aC)
- Andròmaca (Ἀνδρομάχη, 426 aC)
- Hècabe o Hècuba (Ἑκάϐη, 424 ;aC)
- La follia d'Hèrcules (Ἡρακλῆς μαινόμενος, 424 aC)
- Les suplicants (Ἱκέτιδες, 424 aC)
- Ió (Ἴων, 418 aC) de la qual el compositor Theodoros Karyotakis, en va musicar una versió escènica.[12]
- Les troianes (Τρῳάδες), 415 aC)
- Ifigenia entre els taures (Ἰφιγένεια ἡ ἐν Ταύροις, 414 aC)
- Electra (Ἠλέκτρα, 413 aC)
- Hèlena o Helena (Ἑλένη, 412 aC)
- Ifigenia a Àulida (Ἰφιγένεια ἡ ἐν Αὐλίδι, estrenada pòstumament, 406 aC)

### Drama satíric
- El cíclop (Κύκλωψ / Kýklôps, de data desconeguda). Es basa en el Polifem, el gegant de L'Odissea d'Homer.

### Cartes i fragments d'obres
Es coneixen cinc cartes escrites per Eurípides, tres al rei Arquelau de Macedònia, una a Sòfocles i una a Cefisofó. També es conserven fragments d'altres tragèdies seves, fins a un total de 3.000 versos 1.000 dels quals corresponen l'obra Hypsipyle:
- Tèlef (Τήλεφος, 438 aC)
- Els cretencs (ca 435 aC)
- Estenebea (abans del 429 aC)
- Bel·lerofont (Βελλεροϕόντης / Bellerophontês, 430 aC-425 aC). Només se'n conserven 90 versos, però és cèlebre per la frase «Si els déus cometen un acte que no és respectable, no són déus».
- Cresfonts (ca 425 aC)
- Erecteu (422 aC)
- Faetó (Φαεθών / Phaethôn, ca 420 aC). Se'n conserven 200 versos, 100 dels quals per Plutarc. Goethe n'intentà una reconstrucció.
- La sàvia Melanippe (ca 420 aC)
- Alexandre (Αλέξανδρος / Alexandros, 415 aC)
- Palamedes (Παλαμήδης / Palamếdês, 415 aC). 43 versos conservats, una desena d'incomplets.
- Sísif (Σίσυφος, 415 aC)
- Melanippe, captiu (412 aC)
- Andròmeda (Ανδρομέδη / Andromēde, del 412 aC)
- Antíope (ca 410 aC)
- Arquelau (ca 410 aC)
- Hipsípile (Ὑψιπύλη / Hupsipulê, d'entre el 412 aC i el 405 aC). L'obra més important, ja que se n'han trobat llargs fragments conservats en papir. Malauradament, la lectura n'és difícil, i un forat d'uns cinc-cents versos en fa les reconstruccions problemàtiques.
- Filoctetes (Φιλοκτήτης / Philocthetes, ca 410 aC)[13]

## Traduccions
Eurípides ha estat traduït al català diverses vegades:
- Tragèdies, traducció de Carles Riba. Barcelona: Curial, 1977. Tres volums. Comprèn: El ciclop, Alcestis, Medea, Els fills d'Hèrcules, Hipòlit, Andromaca; Hècuba, La follia d'Hèrcules, Les suplicants, Ió, Les troianes, Ifigenia a Tàurida; Helena, Les fenícies, Orestes, Ifigenia a Àulida, Les bacants, Resos
- Tragèdies 1: Alcestis, traducció de Josep Alsina. Barcelona: Fundació Bernat Metge, 1966
- Les bacants, traducció de Joan Alberich i Mariné. Barcelona: La Magrana, 2006
- El ciclop, traducció de Ramon Torné i Teixidó. Barcelona: La Magrana, 1994
- Les fenícies, traducció de Carme Llitjós i Pascual. Pollença: El Gall Editor, 2008
- Hipòlit, traducció de Joan Alberich i Mariné. Barcelona: La Magrana, 2002
- Ifigènia a Àulida, traducció de Maria Rosa Llabrés Ripoll. Martorell: Adesiara, 2013
- Medea, traducció de Joan Alberich i Mariné. Barcelona: Irina, 1990
- Medea, traducció d'Àngela Carramiñana i Pérez. Barcelona: La Magrana, 1994
- Medea i Els fills d'Hèracles, traducció de Jaume Almirall i Sardà. Barcelona: Fundació Bernat Metge, 2016.
- Hipòlit i Andròmaca, traducció de Maria Rosa Llabrés Ripoll. Barcelona: Fundació Bernat Metge, 2015.
- Hècabe i Les suplicants, traducció de Joan Pagès Cebrian. Barcelona: Fundació Bernat Metge, 2016.